# Günter Marten
Günter Marten (* 10. März 1939 in Diepholz, Provinz Hannover; † 12. Januar 2013) war ein deutscher Politiker (CDU). Von 1990 bis 1998 war er Mitglied des Deutschen Bundestages.

## Leben
Nach der mittleren Reife ließ Günter Marten sich zum technischen Zeichner und Schlosser ausbilden. 1960 trat er als Offizieranwärter in die Bundesmarine ein; er brachte es bis zum Fregattenkapitän.
Günter Marten war evangelisch, verheiratet und hatte zwei Kinder. Seit 1994 war er ungarischer Honorarkonsul in Schwerin. Er war als selbstständiger Wirtschaftsförderberater tätig.

## Partei
1974 trat Günter Marten in die CDU und die CDA ein. Nach der Wiedervereinigung engagierte er sich im CDU-Landesverband Mecklenburg-Vorpommern, dessen Schatzmeister er von 1991 bis 1992 war.

## Abgeordneter
1990 und 1994 trat Günter Marten als CDU-Direktkandidat im Bundestagswahlkreis Güstrow – Sternberg – Lübz – Parchim – Ludwigslust an. Der Bundestag entsandte ihn in die Parlamentarische Versammlung des Europarates und die Versammlung der Westeuropäischen Union. Seine erste und einzige Rede im Bundestag hielt Marten am 4. März 1998 in einer Aktuellen Stunde zum Thema „Rückerwerb von Bodenreformland durch Alteigentümer“. Bei der Kandidatenaufstellung zur Bundestagswahl 1998 setzte er sich gegen Minister a. D. Georg Diederich durch, unterlag dann aber bei der Wahl der SPD-Kandidatin Christel Deichmann und schied aus dem Bundestag aus.